# Lộ Chiêu
Lộ Chiêu (路招; ?-?), không rõ tên tự, là một võ tướng của phe Tào Ngụy thời Hán mạt - Tam quốc.

## Hành trạng
Sử liệu ghi nhận vào năm 199, Viên Thuật sau khi thảm bại trong cuộc chiến chư hầu đã tìm cách hội quân với  Viên Thiệu ở phía bắc qua ngõ Từ Châu. Tào Tháo khi đấy đã cử Chu Linh và Lộ Chiêu làm giám sát, đi theo Lưu Bị tấn công chặn đường Viên Thuật. Không lâu sau, Viên Thuật ốm chết, Lưu Bị vẫn lưu quân lại Từ châu, sai Chu Linh và Lộ Chiêu về báo cáo cho Tào Tháo.
Năm 208, trong trận Xích Bích, Lộ Chiêu cùng với Chu Linh, Vu Cấm, Trương Liêu, Trương Cáp, Lý Điển và Phùng Khải, phụ trách 7 đạo quân chịu trách nhiệm trấn thủ hậu phương Kinh châu, thuộc quyền Đô đốc hộ quân Triệu Nghiễm, do đó không tham chiến trực tiếp.
Năm 212 năm, Tào Tháo trở lại Nghiệp thành, đặt Hạ Hầu Uyên làm Hộ quân tướng quân, chỉ huy Chu Linh, Lộ Chiêu, trấn thủ Trường An, bình định tàn quân Tây Lương Hàn Toại và Mã Siêu, do  Lương Hưng chỉ huy, đại phá và giết giết được Lương Hưng.
Sử liệu sau đó không ghi chép gì thêm về hành trạng của Lộ Chiêu.

## Tam quốc diễn nghĩa
Trong "Tam quốc diễn nghĩa", tên của Lộ Chiêu bị viết nhầm thành "路昭" (cùng âm nhưng khác mặt chữ). Ông xuất hiện lần đầu ở hồi 21, đoạn mô tả lúc Lưu Bị mưu thoát ly khỏi Tào Tháo, nhân lúc Viên Thuật thua trận định chạy về với Viên Thiệu, đã đề nghị Tào Tháo cấp quân cho mình đến Từ châu đánh Viên Thuật. Tào Tháo tuy chấp thuận, nhưng vẫn phái Chu Linh và Lộ Chiêu đi theo để giám sát. Sau khi đến Từ châu, đánh bại Viên Thuật, Lưu Bị vẫn lưu quân ở Từ châu, sai Chu Linh và Lộ Chiêu về Hứa Đô báo với Tào Tháo. Tào Tháo nổi cơn thịnh nộ, thét đem 2 người ra chém, nhưng vì có lời xin của Tuân Úc nên mới tha cho.